# Whole Notes
A série Todas as Notas (Whole Notes, no original em inglês) é uma produção televisiva canadense escrita por Michael Laewen e que traz a biografia dos principais compositores da música erudita.